# Tiffany Xu
Tiffany Xu Wei Ning (caratteri cinesi: 許瑋甯; Taiwan, 7 agosto 1984) è un'attrice e modella taiwanese, naturalizzata italiana, salita alla ribalta dopo aver recitato nella serie televisiva taiwanese It Started With A Kiss e nel suo sequel, They Kiss Again.
È alta 167 cm e pesa 48 kg.

## Filmografia

### Cinema
- Song shu zi sha shi jian, regia di Mi-sen Wu (2006)
- Taipei 24H, regia di Je-Yi An, Yin-jung Chen, Fen-fen Cheng, Hsiao-tse Cheng, Debbie Hsu, Chi-Yuarn Lee, Kang-sheng Lee e Doze Niu (2009) (segmento "Save the Lover")
- Design 7 Love, regia di Hung-i Chen (2014)
- Xiang fei, regia di Khan Lee e Aozaru Shiao (2014)
- End of A Century: Miea's Story, regia di Ko-shang Shen (2015) - cortometraggio
- White Lies, Black Lies, regia di Yi-an Lou (2015)
- Hong yi xiao nu hai, regia di Wei-Hao Cheng (2015)
- Mu ji zhe, regia di Wei-Hao Cheng (2017)
- Ji yi da shi, regia di Leste Chen (2017)
- Hong yi xiao nu hai 2, regia di Wei-Hao Cheng (2017)
- Some Rain Must Fall, regia di Sebrina Zheng (2017) - cortometraggio

### Serie TV
- E zuo ju zhi wen – serie TV, 13 episodi (2005-2006)
- Guang yin de gu shi (2008)
- Ezuoju 2 wen – serie TV, 4 episodi (2007-2008)
- Ai jiu zhai yi qi – serie TV, episodi 1x8-1x9-1x10 (2009)
- Autumn's Concerto – serie TV, 14 episodi (2004-2010)
- Scent of Love (2010)
- Ta men zai bi ye de qian yi tian bao zha – serie TV, episodi 1x5 (2011)
- Zui hou jue ding ai shang ni – serie TV, 17 episodi (2011)
- Wo zu le yi ge qing ren – serie TV, 16 episodi (2012-2013)
- The Way We Were – serie TV, 16 episodi (2014)
- Gun shi ai qing gu shi – serie TV, episodi 1x15 (2016)
- Fresh Off the Boat – serie TV, episodi 3x1 (2016)
- Ma zui feng bao – serie TV, 17episodi (2015-2017)